# HD113584
HD113584 — подвійна зоря. 
Ця подвійна система має видиму зоряну величину в смузі V приблизно 9,5.
Вона розташована на відстані близько 918,8 світлових років від Сонця.

## Подвійна зоря
Головна зоря цієї системи належить до хімічно пекулярних зір й має спектральний клас A1.
Інша компонента має  спектральний клас F0.